# Епідемія чуми в Китаї при династії Мін
Велика чума наприкінці династії Мін (кит.: 明末大鼠疫) — значна епідемія чуми в Китаї упродовж 1633—1644 років, за часів імператорства Чжун-чженя (Си-Цхуна), останнього імператора династії Мін. Епідемія почалася в провінції Шаньсі в 1633 році, досягла Пекіна в 1641 році, де чума забрала життя понад 200 000 людей у 1643 році, безпосередньо посприявши краху династії Мін у 1644 році.

## Перебіг
За час правляння династії Мін у Пекіні було зафіксовано загалом 15 різних епідемій, переважно чуми. Після початку в 1633 році тільки у 1641 році епідемія поширилася на Пекін, столицю династії Мін. Історичні записи свідчать, що більше половини населення півночі провінції Чжецзян захворіло в 1641 році, а 90 % місцевого населення померло в 1642 році. У 1643 році епідемія досягла свого піку, вбивши понад 200 тисяч людей тільки в Пекіні, що становило 20 %-25 % місцевого населення. «Чума від прищів» і «блювотна кров'яна чума» — такі назви хвороби записані в китайській літературі того часу.
У березні 1644 року Пекін перебував в облозі військ Лі Цзичена, тоді як сили, які оборонялися, значно ослабли через чуму, залишилося близько 50 тисяч солдатів від початкових 100 тисяч. Незабаром Лі Цзичен виграв битву за Пекін, й імператор Чжунь-чжень покінчив життя самогубством, ознаменувавши кінець династії Мін.

## Наслідки
Науковець Ву Юке (1582—1652) висунув гіпотезу, що деякі хвороби спричинюють збудники, які передаються, згідно з ним «чуйними факторами». Це Ву Юке припустив, коли спостерігав, як розвиваються різні епідемії між 1641 і 1644 роками. У його книзі «Трактат про мори» (кит.: 瘟疫论) вперше було висунуто цю концепцію.